# Brachylophosaurini
Brachylophosaurini è una tribù della sottofamiglia degli Hadrosauridi Saurolophinae, costituita da dinosauri ornitopodi vissuti in Nord America e forse anche in Asia. Questa tribù contiene unicamente quattro generi: Acristavus (dal Montana e Utah), Brachylophosaurus (la specie tipo, dal Montana e Alberta), Maiasaura (dal Montana) e il recente Probrachylophosaurus (dal Montana). Potrebbe esserci anche un quinto genere annesso al gruppo, il Wulagasaurus (dal fiume Amur), tuttavia la parentela tra tale genere ed il resto della tribù, non è accettata da tutti i paleontologi. Il gruppo fu stabilito da Terry A. Gates e colleghi, nel 2011.
La definizione del clade dei Brachylophosaurini, è stata definita come "tutti gli ornitopodi Hadrosaurini più strettamente imparentati a Brachylophosaurus, Maiasaura o Acristavus che a Gryposaurus o Saurolophus".